# Kim Yong-sik (luchador)
Kim Yong-sik (Corea del Norte, 17 de noviembre de 1967) es un deportista norcoreano retirado especialista en lucha libre olímpica donde llegó a ser medallista de bronce olímpico en Barcelona 1992.

## Carrera deportiva
En los Juegos Olímpicos de 1992 celebrados en Barcelona ganó la medalla de bronce en lucha libre olímpica de pesos de hasta 57 kg, tras el luchador cubano Alejandro Puerto (oro) y Sergey Smal (plata) del Equipo Unificado.